# Peter Facinelli
Peter Facinelli (sinh 26 tháng 11 năm 1973) là một diễn viên người Mĩ, được biết đến như ngôi sao của FOX-series phim truyền hình năm 2002 Fastlane. Anh đã thể hiện nhân vật Carlisle Cullen trong Chạng vạng, bộ phim chuyển thể từ cuốn tiểu thuyết cùng tên của tác giả Stephenie Meyer

## Tiểu sử

### Đời tư
Facinelli lớn lên tại Ozone Park, Queens, New York, con trai của hai vợ chồng gốc Italia: Bruna, một bà nội trợ và Peter Facinelli, Sr, một bồi bàn.. Anh học diễn xuất tại Atlantic – một trường diễn xuất ở New York; những người thầy dạy anh có cả William H. Macy, Felicity Huffman, Giancarlo Esposito, và Camryn Manheim. Sau đó, anh tham dự trường dự bị St. Francis ở Fresh Meadows, NY. Khóa 93.
Facinelli gặp Jennie Garth, người vợ tương lai, trong An Unfinished Affair, bộ phim truyền hình năm 1996. Họ làm đám cưới ngày 20-1 năm 2001. Hai người có cùng nhau 3 cô con gái: Luca Bella, Lola Ray, và Fiona Eve. 

### Sự nghiệp
Facinelli bắt đầu sự nghiệp từ Hollow Man 2 với vai Christian Slater. Phim được phát hành video vào tháng 5 năm 2006. Anh cũng tham gia trong các phim điện ảnh như: Riding in Cars with Boys, The Scorpion King, và Can't Hardly Wait. Trong năm 2004 và 2005, anh là khách mời trong show Six Feet Under của HBO. Anh cũng xuất hiện trong series phim "Damages".
Vai đột phá của Facinelli là Carlisle Cullen trong Chạng vạng (phim 2008).

## Phim và chương trình truyền hình tham gia
- The Price of Love (1995) (TV) - Brett
- Angela (1995) - Lucifer
- Calm at Sunset (1996) (TV) - James Pfeiffer
- After Jimmy (1996) (TV) - Jimmy Stapp
- Foxfire (1996) - Ethan Bixby
- An Unfinished Affair (1996) (TV) - Rick Connor
- After Jimmy (1996) (TV) - Jimmy
- Touch Me (1997) - Bail
- Telling You (1998) - Phil Fazzulo
- Can't Hardly Wait (1998) - Mike Dexter
- Dancer, Texas Pop. 81 (1998) - Terrell Lee Lusk
- Blue Ridge Fall (1999) - Danny Shepherd
- The Big Kahuna (1999)-Bob Walker
- Honest (2000) - Daniel Wheaton
- Ropewalk (2000) - Charlie
- Supernova (2000) - Karl Larson
- Riding in Cars with Boys (2001) - Tommy Butcher
- Tempted (2001) - Jimmy Mulate
- Rennie's Landing (2001) - Alec Nichols
- Fastlane (2002) Phim truyền hình - Donovan 'Van' Ray
- The Scorpion King (2002) - Takmet
- Six Feet Under (2003-2005) - Jimmy
- The Lather Effect (2005) - Danny
- Chloe (2005)
- Enfants terribles (2005) - Curtis
- Hollow Man 2 (2006)
- Touch the Top of the World (2006) (TV) - Erik Weihenmayer
- Damages (2007) (TV) - Gregory Malina
- Lily (2007)
- Finding Amanda (2008) - Greg
- Chelsea Lately (2008)
- Chạng vạng (phim 2008) - Carlisle Cullen
- Thicker (2008) - Holloway
- Road to Super Stardom: The Mark Reich Story (2009) - Bartosz Barcicki
- Trăng non (phim 2009)- Carlisle Cullen